# Третья партия (Июльская монархия)
Третья партия (фр. le Tiers Parti) — в эпоху июльской монархии во Франции одна из трёх партий парламентского большинства, занимавшая среднее положение между правым и левым центрами, между доктринёрами и более крайними либералами, руководимыми Гизо и Тьером (1832—33 гг.). Отстаивала материальные интересы и господство среднего класса.
Главным деятелем партии был Дюпен. При борьбе обоих центров ей лишь один раз удалось образовать своё министерство, именно в ноябре 1834 года, да и то лишь на три дня.
Своих собственных принципов третья партия не имела, и всё дело сводилось к разногласиям и стремлениям чисто личного характера; притом и численный её состав был незначительный.